# Eielson AFB (Alaska)
Eielson AFB (ausgeschrieben: Eielson Air Force Base) ist ein census-designated place (CDP) im Fairbanks North Star Borough in Alaska. Das U.S. Census Bureau hatte bei der Volkszählung 2020 eine Einwohnerzahl von 2610 ermittelt.

## Geographie
Das 80,44 km² große CDP-Gebiet umfasst das Militärgelände des Luftwaffenstützpunkts Eielson Air Force Base der US-Luftwaffe. Das Eielson AFB CDP befindet sich im Alaska Interior, etwa 3 km vom rechten, östlichen Flussufer des Tanana River entfernt, 35 km südöstlich von Fairbanks gelegen. Die maximale Längsausdehnung in Nord-Süd-Richtung beträgt 16 km, die maximale Breite liegt bei 10,6 km. Der Richardson Highway (Alaska Route 2) verläuft durch den westlichen Teil des CDP-Gebiets in Nord-Süd-Richtung. Das Eielson AFB CDP grenzt im Norden an das Moose Creek CDP sowie im Süden und im Südwesten an das Salcha CDP.

## Demografie
Zum Zeitpunkt der Volkszählung im Jahre 2020 (U.S. Census 2020) hatte Eielson AFB 2610 Einwohner auf einer Landfläche von 77,39 km². Von den Einwohnern waren 1813 Weiße, 213 afrikanisch-amerikanischer, 23 amerikanisch-indianischer Abstammung sowie 96 Asiaten. Beim Zensus im Jahr 2010 wurden 2647.